# Katakombe svete Agneze
Katakombe svete Agneze (tal.: Catacombe di Sant'Agnese) jedna je od rimskih katakombi, smještena na putu Via Nomentana, unutar kompleksa crkve Sant'Agnese fuori le mura.

## Opis
Nakon mučeništva, tijelo svete Agneze položeno je u hipogej u vlasništvu njezine obitelji, s lijeve strane Via Nomentane, gdje je postojala površinska nekropola s pojedinačnim grobnicama i mauzolejima. Iz ovog izvornog hipogeja uskoro će se pod zemljom razviti golema mreža katakombi.
Među dijelovima katakombe prva, s lijeve strane bazilike, je ona gdje je bila Agnezina grobnica, i danas štovano mjesto i gdje se nalazi urna s relikvijama mučenice. Zbog izrazite pobožnosti Rimljana njezino svetište ukrašeno je nizom nadzemnih građevina. Isprva je nedaleko sagrađena bazilika s atrijem po nalogu Konstantinove kćeri Konstantine. Osim bazilike, Konstantina je odredila i podizanje mauzoleja, kako bi mogla biti pokopana, zajedno sa svojom sestrom Helenom, u blizini mučenika.
U vrijeme pape Liberija Agnezin grob je bio ukrašen mramornim pločama. Papa Damaz I. postavio je natpis na Agnezinom grobu, a papa Simah izgradio je malu podzemnu baziliku nad njezinim grobom. Konačno, papa Honorije I. podigao je sadašnju baziliku da zamijeni prethodnu građevinu koja je bila u ruševinama.
Katakombe svete Agneze danas se čine vrlo devastiranim, budući da je uvijek bila dostupna tijekom stoljeća, a između 17. i 18. stoljeća bila je predmetom čestih posjeta tragača za relikvijama mučenika.

### Mrežna sjedišta
- Giuliani, Raffaella. Catacomba di S. Agnese (talijanski). Pontificia Commissione di Archeologia Sacra. Pristupljeno 9. siječnja 2025.

## Vanjske poveznice
Ostali projekti
|  | Zajednički poslužitelj ima još gradiva o temi Katakombe svete Agneze |